# Carlos Esparragoza
Carlos Andrés Esparragoza Pérez (Barranquilla, Atlántico, Colombia, 6 de marzo de 1999) es un futbolista colombiano que juega de centrocampista en el Junior de la Categoría Primera A.

## Trayectoria
Comenzó su carrera deportiva en el 2016 en Barranquilla Fútbol Club, en el año 2022 fue cedido al Junior de Barranquilla en donde participó en la Categoría Primera A de Colombia.
El 9 de enero de 2023 el Deportes Tolima lo anunció como nuevo jugador para la presente temporada.

## Estadísticas
- Actualizado de acuerdo al último partido el 18 de agosto de 2025.

| Club                          | Div.          | Temporada     | Liga  | Liga  | Liga  | Copa  | Copa  | Copa   | Internacional | Internacional | Internacional | Total | Total | Total  |
| Club                          | Div.          | Temporada     | Part. | Goles | Asist | Part. | Goles | Asist. | Part.         | Goles         | Asist.        | Part. | Goles | Asist. |
| ----------------------------- | ------------- | ------------- | ----- | ----- | ----- | ----- | ----- | ------ | ------------- | ------------- | ------------- | ----- | ----- | ------ |
| Barranquilla F. C. · Colombia | 2.ª           | 2016          | 16    | 0     | 0     | 2     | 0     | 0      | -             | -             | -             | 18    | 0     | 0      |
| Barranquilla F. C. · Colombia | 2.ª           | 2017          | 23    | 0     | 0     | 3     | 0     | 0      | -             | -             | -             | 26    | 0     | 0      |
| Barranquilla F. C. · Colombia | 2.ª           | 2018          | 5     | 0     | 0     | 2     | 0     | 0      | -             | -             | -             | 7     | 0     | 0      |
| Barranquilla F. C. · Colombia | 2.ª           | 2019          | 25    | 3     | 3     | 2     | 0     | 0      | -             | -             | -             | 27    | 3     | 3      |
| Barranquilla F. C. · Colombia | 2.ª           | 2020          | 10    | 0     | 0     | 2     | 0     | 0      | -             | -             | -             | 12    | 0     | 0      |
| Barranquilla F. C. · Colombia | 2.ª           | 2021          | 24    | 1     | 2     | 5     | 2     | 0      | -             | -             | -             | 29    | 3     | 2      |
| Barranquilla F. C. · Colombia | 2.ª           | 2025          | 15    | 0     | 0     | 1     | 0     | 0      | -             | -             | -             | 16    | 0     | 0      |
| Barranquilla F. C. · Colombia | Total club    | Total club    | 118   | 4     | 5     | 17    | 2     | 0      | -             | -             | -             | 135   | 6     | 5      |
| Junior · Colombia             | 1.ª           | 2022          | 20    | 1     | 0     | 2     | 0     | 0      | 2             | 0             | 0             | 24    | 1     | 0      |
| Junior · Colombia             | 1.ª           | 2025          | 7     | 0     | 0     | 0     | 0     | 0      | -             | -             | -             | 7     | 0     | 0      |
| Junior · Colombia             | Total club    | Total club    | 27    | 1     | 0     | 2     | 0     | 0      | 2             | 0             | 0             | 31    | 1     | 0      |
| Deportes Tolima · Colombia    | 1.ª           | 2023          | 16    | 0     | 2     | 2     | 0     | 0      | 2             | 0             | 0             | 20    | 0     | 2      |
| Deportes Tolima · Colombia    | 1.ª           | 2024          | 17    | 1     | 0     | 2     | 1     | 0      | -             | -             | -             | 19    | 2     | 0      |
| Deportes Tolima · Colombia    | Total club    | Total club    | 33    | 1     | 2     | 4     | 1     | 0      | 2             | 0             | 0             | 39    | 2     | 2      |
| Total carrera                 | Total carrera | Total carrera | 178   | 6     | 7     | 23    | 3     | 0      | 4             | 0             | 0             | 205   | 9     | 7      |